# Mame Penda Diouf
Pour les articles homonymes, voir Diouf.
Mame Panda Diouf est une joueuse sénégalaise de basket-ball.

## Carrière
Mame Panda Diouf évolue en équipe du Sénégal dans les années 1970 et 1980 et remporte notamment les Jeux africains de 1973, le Championnat d'Afrique féminin de basket-ball 1977, le Championnat d'Afrique féminin de basket-ball 1981 et le Championnat d'Afrique féminin de basket-ball 1984. Elle participe aussi au Championnat du monde féminin de basket-ball 1975, terminant à la 13e place.
Elle joue en club à l'AS Bopp Basket Club, remportant la Coupe d'Afrique des clubs champions en 1985. Elle est la première basketteuse nommée Reine du basket sénégalais.